# Wadi Fara
El Wadi Fara o Wadi Al Far (en árabe: وادي الفرع‎, romanizado: Wādī Al Far), es un valle o río seco, con caudal efímero o intermitente, que fluye casi exclusivamente durante la temporada de lluvias, situado al noreste de los Emiratos Árabes Unidos, en los emiratos de Fuyaira y Ras al-Jaima.
El wadi discurre desde la confluencia del Wadi Asimah / Wadi Mawrid y el Wadi Sidr, hacia el pueblo de Ghayl.
Es un wadi amplio y fértil, su rica vida silvestre incluye una nueva especie de escarabajo buceador, Hydroglyphus sinuspersicus, que fue descubierta y documentada por primera vez por un equipo conjunto checo-austriaco que trabajaba en el lugar en 2009. 
El wadi fue habitado tradicionalmente por miembros de la tribu Mazari y tiene varias torres de vigilancia históricas, antiguos pueblos y granjas. 
Un estudio de la zona realizado en 1955 identificó 25 hogares y unas 1.200 palmeras datileras en este wadi. 

## Toponimia
Nombres alternativos: Wādī al Fara‘, Wādī Fara, Wādī Al Far, Wadi Al Far.
En el Atlas Nacional de Emiratos Árabes Unidos consta con la grafía Wādī Al Far.
El nombre del Wadi Fara / Wadi Al Far y poblaciones cercanas, quedaron registrados en la documentación y mapas elaborados entre 1950 y 1960 por el arabista, cartógrafo, militar y diplomático británico Julian F. Walker, durante los trabajos efectuados para el establecimiento de fronteras entre los entonces denominados Estados de la Tregua, completados posteriormente por el Ministerio de Defensa del Reino Unido, en mapas a escala 1:100.000 publicados en 1971.

## Población
El área del Wadi Fara, estuvo ocupada principalmente por la zona tribal Shahā’irah,con algunos grupos de la tribu Mazari / Mazārī‘, que formaba parte de la federación tribal Bani Yas.

## Galería

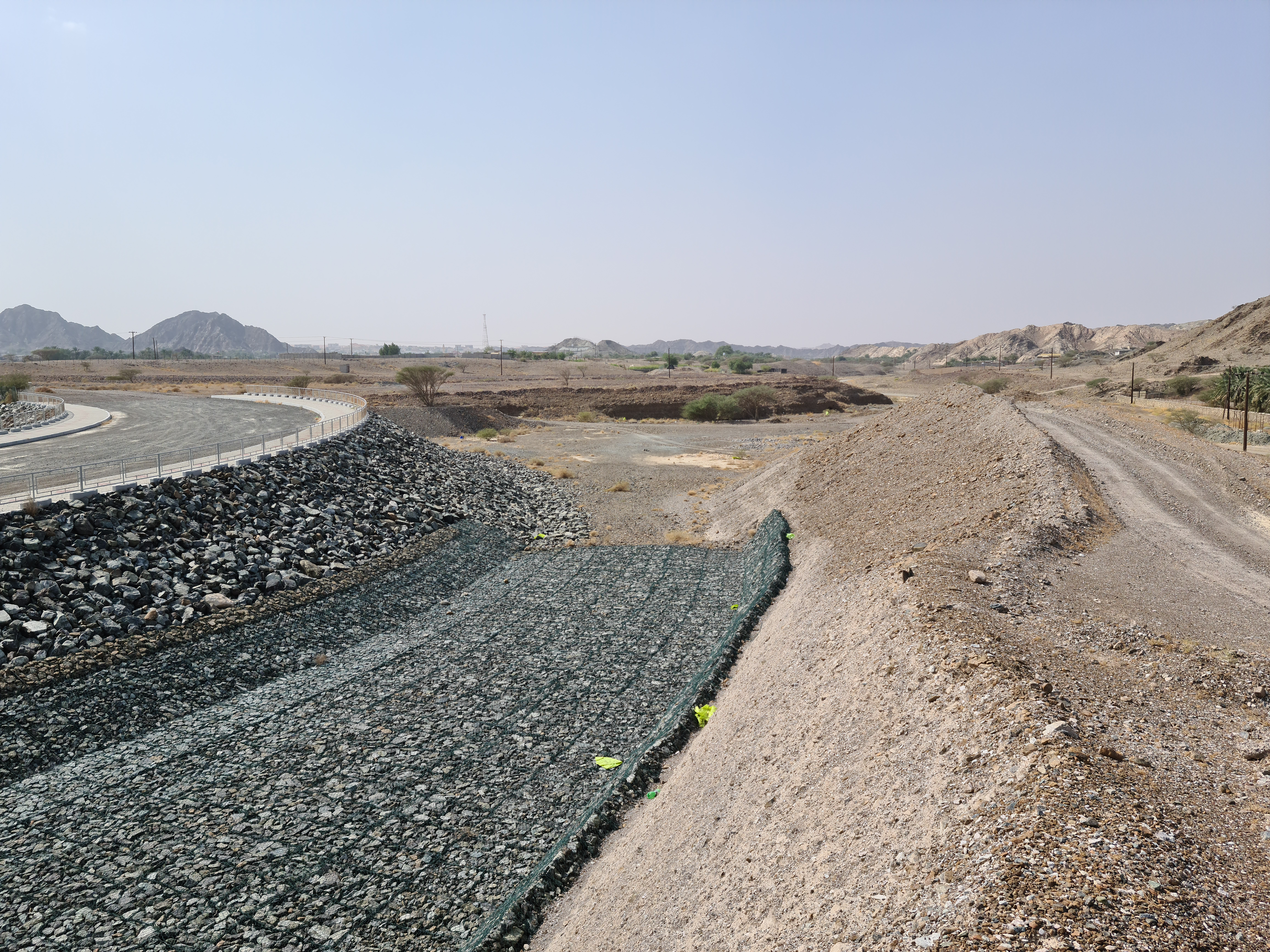
La presa de Al Daoudi en el Wadi Fara
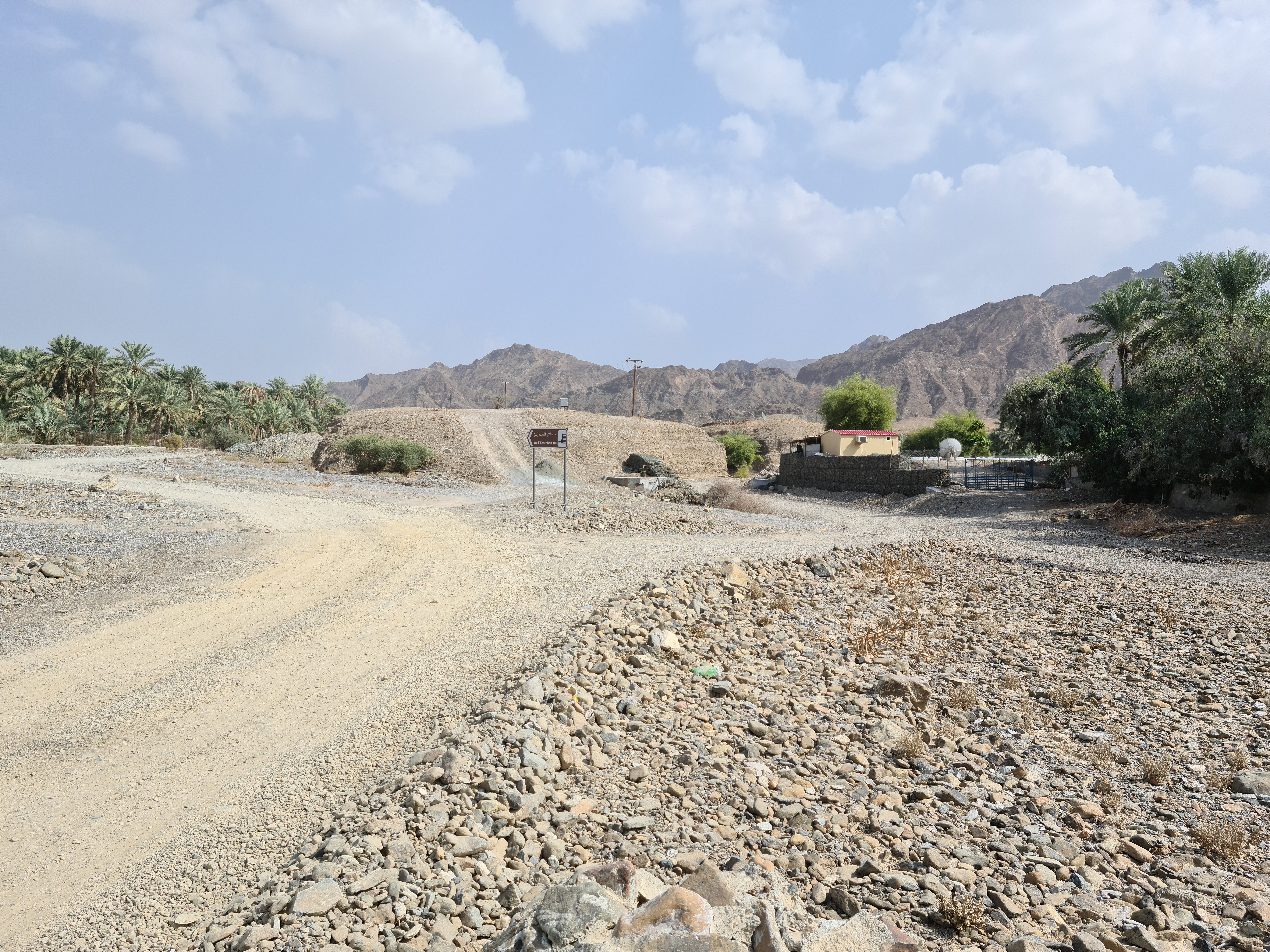
La confluencia del Wadi Fara con el Wadi Asimah (derecha) y el Wadi Sidr (izquierda)
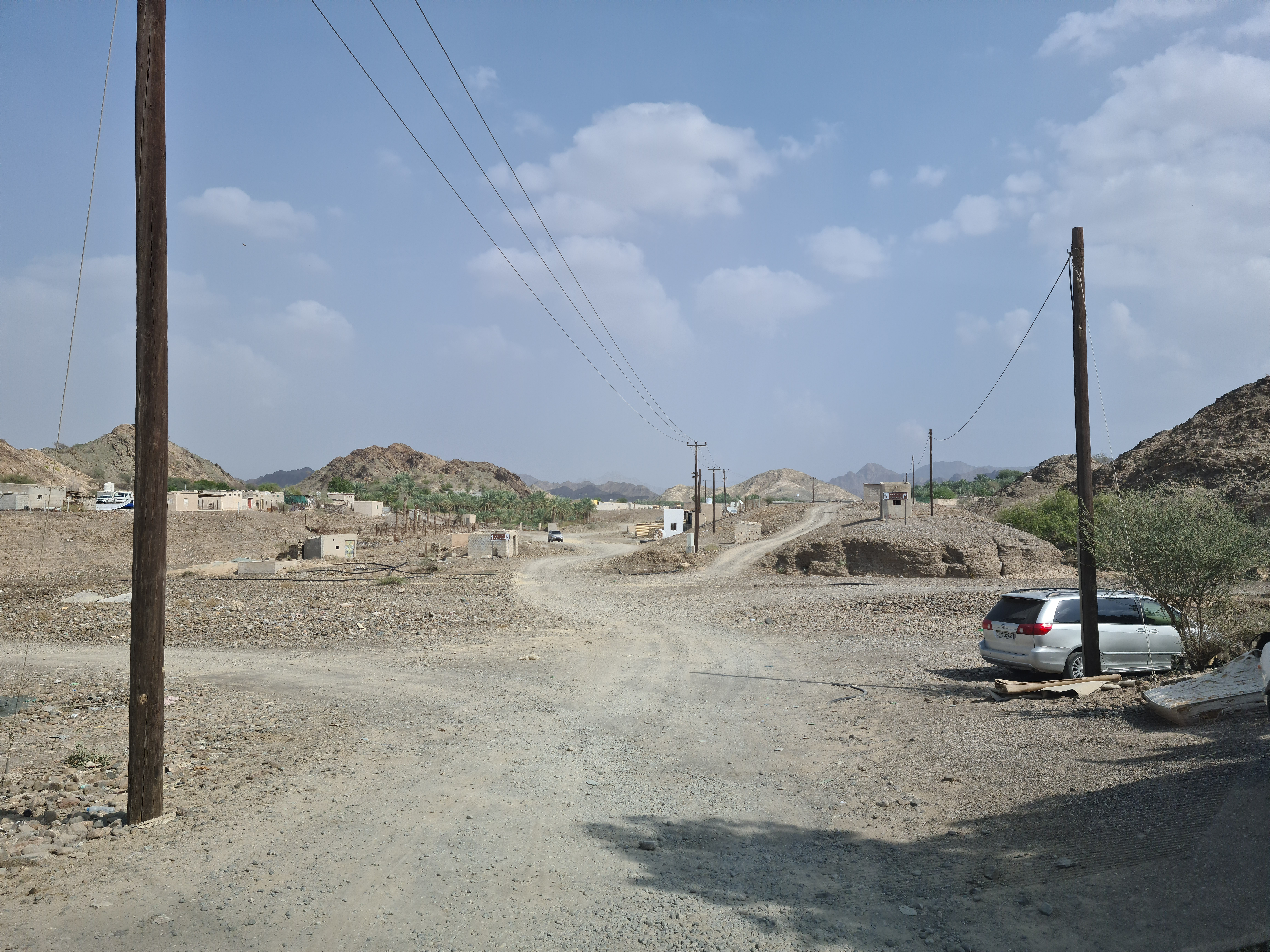
El Wadi Fara en Ghayl, Ras Al Khaimah